# Uomo Lungo di Wilmington
L’Uomo Lungo di Wilmington (in inglese The Long Man of Wilmington) è una figura di uomo incisa sul calcare marnoso della collina di Windower, situata a Wilmington, East Sussex in Inghilterra, 9,6 km a nord-ovest di Eastbourne.
Il geoglifo misura 69,2 metri di lunghezza ed è stato progettato per mostrarsi nelle giuste proporzioni se osservato dal basso.
L'Uomo Lungo è una delle due figure umane, in Inghilterra, disegnata su colline. L'altra figura si trova a nord di Dorchester e si chiama il Gigante di Cerne Abbas.

## Origini

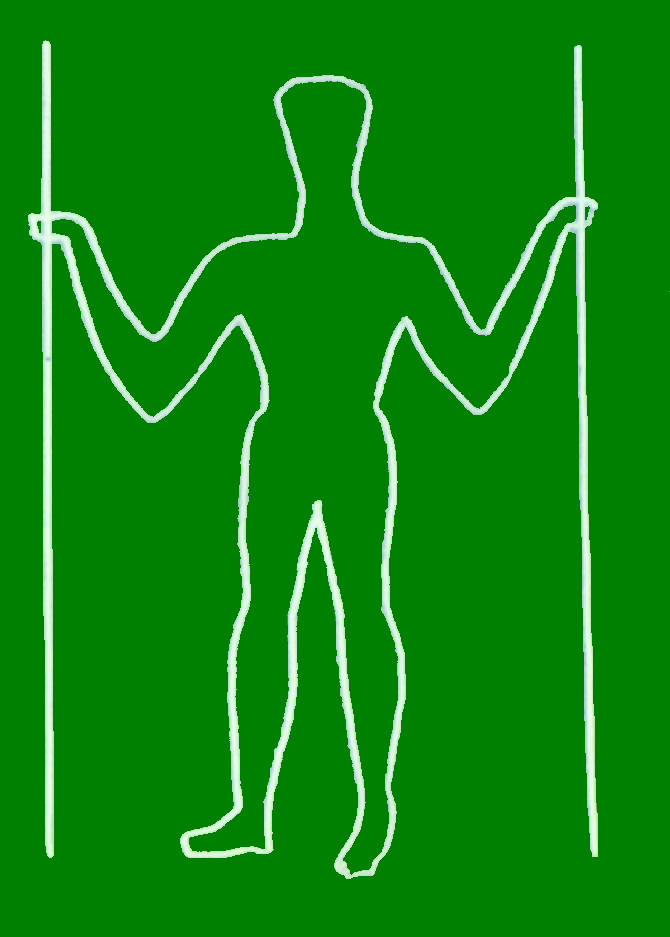
Interpretazione artistica del Long Man of Wilmington

Ci sono documenti e mappe di John Rowley e William Borrow che testimoniano la sua esistenza risalenti al 1710 e al 1766. Tradizionalmente, chi sostiene l'antichità dell'opera pensa che sia stato scolpito 2000–2500 anni fa. Tuttavia ci sono stati studi archeologici dell'Università di Reading che suggeriscono che l'Uomo Lungo, o il Long Man, che dir si voglia, sia risalente a un periodo che oscilla dal XVI secolo al XVII secolo d.C. La sua forma attuale risale a un restauro effettuato nel 1874.

## Ipotesi
La figura è stilizzata e non ha dettagli interni; si è ipotizzato che possa rappresentare un gigante che sarebbe esistito nei dintorni del luogo. Altri, che sostengono l'origine antica, hanno pensato a una raffigurazione di san Paolo, di un soldato romano, di un falciatore sassone oppure anche di un agrimensore, che utilizzava i pali ai lati come strumenti di rilevamento. Altri ancora lo hanno collegato al teinm láida, una delle tre arti di divinazione della cultura celtica-britannica menzionate nell’Auraicept na n-Éces, per cui l'Uomo Lungo rappresenterebbe uno sciamano o un indovino.